# منتخب غامبيا لكرة القدم للسيدات
منتخب غامبيا لكرة القدم للسيدات (بالإنجليزية: Gambia women's national football team)‏ هو ممثل غامبيا الرسمي في المنافسات الدولية في كرة القدم للسيدات، يديريه اتحاد غامبيا لكرة القدم.